# 谢尔盖·乌达利佐夫
谢尔盖·斯坦尼斯拉沃维奇·乌达利佐夫（羅馬化：Sergey Stanislavovich Udal'tsov；1977年2月16日），俄罗斯左翼政治活动家。他是红色青年先锋队的非官方领导人。2011年和2012年，他帮助领导了一系列针对弗拉基米尔·普京的抗议活动。2014年，他因组织2012年5月的抗议活动而被判处4年半监禁，在劳改营中服刑，该抗议活动以警察和示威者之间的暴力冲突告终。